# XXL (revista)
XXL es una revista estadounidense de hip hop, publicada por Townsquare Media, fundada en 1997.

## Historia
En agosto de 1997, Harris Publications publicó el primer número de XXL . Presentaba a los raperos Jay-Z y Master P en una portada doble. En diciembre de 2006, XXL absorbió la revista sobre producción de hip-hop Scratch (otra publicación propiedad de Harris Publications), que se encontraba en mala situación económica. La revista pasó a llamarse XXL Presents Scratch Magazine . Sin embargo, Scratch cerró menos de un año después, en septiembre de 2007.
Se han lanzado otros títulos con ediciones limitadas bajo la marca XXL, incluidos Hip-Hop Soul, Eye Candy y Shade45. XXL ha lanzado otros proyectos especiales que incluyen programas de giras, mixtapes y DVD exclusivos. XXL también mantiene una popular página web, que brinda noticias diarias de hip hop, contenido original y contenido de la revista.
En 2014, Townsquare Media adquirió XXL, King y Antenna de Harris Publications.
El 14 de octubre de 2014, Townsquare anunció que continuaría con la publicación impresa de XXL . En diciembre de 2014, la empresa informó que la revista se publicaría mensualmente.

### Editores anteriores
Entre los editores anteriores de la revista se incluyen Reginald C. Dennis (anteriormente de The Source ), Sheena Lester (ex editora en jefe de RapPages y editora de música de Vibe ), Elliott Wilson (anteriormente de The Beat-Down Newspaper, Ego Trip y The Source, actualmente en el puesto n. ° 7 en la lista Digital 30 de The Source) y Datwon Thomas (ex editor en jefe de King ) .
En mayo de 2009, Datwon Thomas renunció a XXL y la editora ejecutiva Vanessa Satten, que había estado en XXL desde 1998, fue nombrada nueva editora en jefe.

### Lanzamientos especiales
En agosto de 2005, Eminem y XXL se unieron para lanzar un número especial titulado XXL Presents Shade 45, diseñado para dar la máxima exposición a la  estación de radio Shade 45 y al sello discográfico Shady Records, así como los DJs de la radio y los artistas de G-Unit Records .
El editor ejecutivo de XXL, Jonathan Rheingold, afirmó que, por lo general, las revistas basadas en artistas particulares no eran favorables, pero "dado que Shade 45 es un canal de radio de rap verdaderamente auténtico y sin censura, la unión con la marca XXL tenía sentido", con la sensación de que es lo que interesaría a los fanáticos del rap. 
En noviembre de 2008, XXL lanzó XXL Raps Volume 1, que incluía música de 50 Cent, G-Unit, Common, Jim Jones y Fabolous .
En septiembre de 2006, XXL lanzó un DVD especial de 90 minutos llamado XXL DVD Magazine Vol. 1, que presentó entrevistas exclusivas y contenido con raperos de renombre como 50 Cent, Ice Cube, Fat Joe, Paul Wall y Mike Jones .
El 20 de agosto de 2013, XXL lanzó su número 150, celebrando también su decimosexto aniversario. El número presentó la primera portada en solitario de la revista de Drake y raperos como Kendrick Lamar y Bo . B revisando álbumes clásicos.

## Lista anual de la clase de primer año
A partir de 2007 (excepto 2008), XXL publica su lista anual de "Clase de primer año". La edición presenta diez artistas a seguir, todos apareciendo en la portada de la revista. La lista tiene un historial de mostrar raperos desconocidos/underground, así como artistas considerados en ascenso. La lista crea un gran revuelo de marketing entre los oyentes y los artistas por igual, y se le atribuye el haber dado a muchos artistas su primer contacto con la fama.
Los ganadores del décimo lugar están resaltados en negrita .
| Año  | Estudiantes de primer año |
| ---- | --- |
| 2007 | Saigon, Plies, Rich Boy, Gorilla Zoe, Joell Ortiz, Lupe Fiasco, Lil Boosie, Crooked I, Papoose y Young Dro .                                                         |
| 2009 | Wale, Bo B, Charles Hamilton, Asher Roth, Cory Gunz, Blu, Mickey Factz, Ace Hood, Currensy y Kid Cudi .                                                              |
| 2010 | J. Cole, Pill, Nipsey Hussle, Freddie Gibbs, Big Sean, Wiz Khalifa, OJ da Juiceman, Jay Rock, Fashawn y Donnis .                                                     |
| 2011 | Meek Mill, Big KRIT, Cyhi the Prynce, Lil Twist, Yelawolf, Fred the Godson, Mac Miller, YG, Lil B, Kendrick Lamar y Diggy Simmons .                                  |
| 2012 | Future, Kid Ink, Danny Brown, French Montana, Macklemore, Don Trip, Machine Gun Kelly, Hopsin, Iggy Azalea y Roscoe Dash .                                           |
| 2013 | ScHoolboy Q, Trinidad James, Joey Bada$$, Ab-Soul, Logic, Action Bronson, Kirko Bangz, Travis Scott, Dizzy Wright, Angel Haze y Chief Keef .                         |
| 2014 | Chance The Rapper, Rich Homie Quan, Isaiah Rashad, Ty Dolla Sign, Lil Durk, Kevin Gates, Troy Ave, Vic Mensa, Jon Connor, Lil Bibby, Jarren Benton y August Alsina . |
| 2015 | Fetty Wap, Dej Loaf, Raury, Kidd Kidd, OG Maco, Shy Glizzy, K Camp, Vince Staples, Tink y GoldLink .                                                                 |
| 2016 | Lil Uzi Vert, Lil Yachty, Kodak Black, Denzel Curry, G Herbo, Dave East, Lil Dicky, Anderson Paak, Desiigner y 21 Savage .                                           |
| 2017 | Kamaiyah, A Boogie Wit Da Hoodie, PnB Rock, Playboi Carti, Aminé, Kap G, Kyle, Ugly God, MadeinTYO y XXXTentacion .                                                  |
| 2018 | Ski Mask the Slump God, Lil Pump, Smokepurpp, JID, Stefflon Don, BlocBoy JB, YBN Nahmir, Wifisfuneral y Trippie Redd .                                               |
| 2019 | Comethazine, Tierra Whack, DaBaby, Lil Mosey, Roddy Ricch, Cordae, YK Osiris, Rico Nasty, Gunna, Blueface y Megan Thee Stallion .                                    |
| 2020 | Polo G, Chika, NLE Choppa, Jack Harlow, Lil Keed, Lil Tjay, Fivio Foreign, Calboy, Rod Wave, Baby Keem, 24kGoldn y Latto .                                           |
| 2021 | 42 Dugg, Flo Milli, Morray, Pooh Shiesty, Lakeyah, Coi Leray, Toosii, Blxst, DDG, Rubi Rose e Iann Dior .                                                            |
| 2022 | Nardo Wick, SoFaygo, Babyface Ray, Big Scarr, Big30, Kali, KenTheMan, Cochise, KayCyy, Doechii, Saucy Santana y BabyTron.                                            |
| 2023 | Finesse2Tymes, Lola Brooke, Rob49, Fridayy, GloRilla, 2Rare, SleazyWorld Go, Central Cee, Real Boston Richey, Luh Tyler, TiaCorine y DC The Don.                     |

### Adiciones a la lista
Ocasionalmente, la lista de Freshman Class puede contener artistas adicionales. Las listas de Freshman Class de 2011, 2013, 2019 y 2021, por ejemplo, tenían 11 raperos. En el caso de la lista de 2013, XXL agregó un lugar adicional honorario para el rapero de Chicago Chief Keef debido a que el artista estuvo en prisión durante seis días y, por lo tanto, no pudo asistir a la sesión de fotos en la ciudad de Nueva York. En 2014, 2020 y 2022, las listas de Freshman Class incluyeron 12 raperos.

### Eliminaciones de la lista
| Año  | Artista(s)         | Motivo de la eliminación | Ref.          |
| ---- | ------------------ | --- | ------------- |
| 2010 | Drake              | Rechazaron estar en la lista porque creían que sus carreras estaban demasiado avanzadas. | [ 33 ]        |
| 2010 | Nicki Minaj        | Rechazaron estar en la lista porque creían que sus carreras estaban demasiado avanzadas. | [ 33 ]        |
| 2010 | Michael Barber     | Rechazó estar en la lista. | [ 33 ]        |
| 2011 | Vado               | Rechazó estar en la lista porque creía que su carrera estaba demasiado avanzada. | [ 33 ]        |
| 2011 | Tyler, the Creator | Rechazó estar en la lista. | [ 33 ]        |
| 2012 | ASAP Rocky         | Rechazó estar en la lista. No se pudieron cuadrar las fechas debido a una gira. | [ 33 ]        |
| 2014 | Young Thug         | Según XXL no acudió a la sesión de fotos. | [ 33 ]        |
| 2015 | ILoveMakonnen      | No respondiero a XXL. | [ 33 ]        |
| 2015 | PartyNextDoor      | No respondiero a XXL. | [ 33 ]        |
| 2016 | Tory Lanez         | Rechazó estar en la lista porque creía que su carrera estaba demasiado avanzada. |               |
| 2016 | Post Malone        | Dijo que estaba demasiado cansado para un vuelo a Nueva York, por lo que no pudo asistir a la sesión de fotos. Según Vanessa Statten, editora en jefe de XXL, su agente dijo que Post Malone no quería que lo encasillaran como artista de hip-hop. |               |
| 2017 | Young M.A          | Se sentía por encima de la lista. Pidió una portada en solitario, pero la revista se la denegó, alegando que tendría que ser más conocida para que eso fuera posible. | [ 34 ]        |
| 2017 | YFN Lucci          | Al principio se negó a tocar para XXL. Cambió de opinión unos días antes de la sesión de fotos, pero era demasiado tarde. | [ 34 ]        |
| 2017 | Cardi B            | Desde la revista no estaban seguros de si la carrera de Cardi B estaba más enfocada a la televisión o al rap y en aquel momento pensaron que se estaba centrando más en la televisión. | [ 34 ]        |
| 2017 | Famous Dex         | XXL decidió no añadir a Famous Dex en la lista tras hacerse públicas pruebas de que pegó a su novia. Más tarde se pronunciaron sobre la adición de XXXTentacion a la lista de 2017 (un tema controvertido), alegando que aunque había sido acusado de pegar a su novia, el incidente no se había grabado, no le habían declarado culpable y tenía una gran influencia en su generación. | [ 34 ] [ 35 ] |
| 2018 | Lil Skies          | Explicó en Instagram Live que rechazó estar en la lista porque parecía que XXL le estaba asegurando el décimo puesto en la lista independientemente de las votaciones. Aunque estuvo de acuerdo con algunas decisiones de la lista de 2018, defiende que estaba mayormente amañada. | [ 36 ]        |
| 2018 | Rich the Kid       | Rechazó estar en la lista "alegremente" tras enterarse de que el único motivo de la oferta era que Lil Skies había rechazado. | [ 37 ]        |
| 2019 | Juice WRLD         | Rechazó estar en la lista. | [ 38 ]        |
| 2019 | Benny the Butcher  | Jay-Z le pidió que no aceptara porque creía que sería una mejor decisión. | [ 39 ]        |
| 2020 | Pop Smoke          | Pop Smoke aceptó estar en la portada, pero falleció antes de poder asistir a la sesión de fotos. XXL hizo todo lo posible para añadirle a la portada a modo de homenaje, pero su equipo pidió a la revista que no lo hiciera. A pesar de esto, XXL publicó una entrevista inédita en aquel número a modo de homenaje.                                                                   | [ 29 ] [ 40 ] |
| 2020 | Don Toliver        | Don Toliver solo quería aparecer en la portada y se negó a participar en los demás aspectos de la lista. | [ 41 ]        |
| 2020 | Lil Tecca          | Rechazó estar en la lista. |               |
| 2021 | $not               | Rechazó estar en la lista porque creía que otros artistas lo necesitaban más. | [ 42 ]        |
| 2021 | Kenny Mason        | Rechazó estar en la lista. |               |
| 2022 | Ken Carson         | Rechazó estar en la lista porque no se pudo añadir a Destroy Lonely. |               |
| 2022 | Yeat               | Rechazó estar en la lista. | [ 43 ]        |